# Parc national de forêts
Ne doit pas être confondu avec Parc naturel régional de la Forêt d'Orient.
Le parc national de forêts est un parc national situé en France entre les départements de Côte-d’Or et Haute-Marne, aux confins de la Champagne et de la Bourgogne.
Créé par décret en Conseil d'État le 6 novembre 2019, il est le onzième parc national français et le premier destiné à la protection des forêts de feuillus et de plaines. Il préserve ainsi les massifs forestiers de Châtillon, d'Arc-en-Barrois et d'Auberive, représentatifs des couverts de feuillus des plateaux du sud-est du Bassin parisien. Il est composé d’une aire d’adhésion sans protection spécifique, comprenant les territoires des communes de Châteauvillain, Châtillon-sur-Seine et Auberive, et d’une zone protégée appelée « cœur » de Parc national qui couvre une surface de 56 614 hectares, à 95 % forestiers. Le territoire du Parc national de forêts comprend également une réserve intégrale, d’une surface de plus de 3 000 hectares. 127 communes composent l'aire d'adhésion optimale du Parc national de forêts.

## Création
Le 27 juillet 2009, le Premier ministre François Fillon annonce à Leuglay, en Côte-d'Or, la création du premier parc national en forêt feuillue de plaine, dans le cadre du grenelle de l'environnement. Il sera le onzième parc national de France. La déclaration, faite en présence de la secrétaire d'État à l'écologie Chantal Jouanno et du ministre de l'Éducation et maire de Chaumont, Luc Chatel, suscite auprès des élus locaux un espoir de développement économique et touristique.
Le 1er octobre 2009, un préfet coordonnateur est désigné pour la mise en place de la procédure de création d'un parc national entre Champagne et Bourgogne. 117 communes peuvent alors être concernées (soit environ 25 000 habitants), sur environ 220 000 hectares.
Le groupement d'intérêt public (GIP) réunit plus de 200 membres (en trois collèges : État et établissements publics, collectivités territoriales et société civile). La gouvernance du GIP repose sur une assemblée générale, un conseil d’administration et un bureau, et deux instances consultatives (un conseil scientifique composé de 27 membres et un conseil économique, social et culturel, de 45 membres). Il est animé par une équipe de permanents. Au total environ 300 personnes sont au cœur du processus.
Des groupes de travail sont créés pour définir les forces et faiblesses du territoire, pour au moins 9 thèmes (agriculture - chasse - culture et éducation - ressources en eau - économie, emploi et formation - forêt et filière bois - patrimoine bâti et archéologie - patrimoine naturel et paysage - tourisme).
Ces groupes peuvent ainsi co-définir les grands axes du parc qui a vocation à protéger de « vastes forêts feuillues, des sources et des rivières. Ce serait un élément déterminant pour sauvegarder un patrimoine naturel et culturel exceptionnel ».
Un séminaire de rendu est annoncé pour décembre 2013. En 2014, le caractère exceptionnel du patrimoine éco-paysager du territoire pressenti est reconnu et certifié par le ministère de l'Écologie, qui garantit au GIP son financement pour mener le projet à bien.
Le 28 octobre 2015, le préfet de la Haute-Marne se voit déléguer le pouvoir d'approbation de la convention constitutive du GIP des forêts de Champagne et Bourgogne ; le groupement d'intérêt public est chargé de préfigurer le parc national des forêts de Champagne et Bourgogne. Il installe son siège à Leuglay, en Côte-d'Or.
L'état des lieux profite de technologies relativement nouvelles comme le Lidar.
Le 31 janvier 2019, le rapport de synthèse de l'enquête publique menée du 12 novembre au 12 décembre 2018 émet un avis favorable à la création du parc national, cependant assorti de cinq préconisations. Le 7 novembre 2019, le décret de création du parc parait au Journal officiel de la République française, il est le 11e parc national français et le deuxième plus vaste après le parc national de Guyane. Un décret du 10 décembre 2021 y crée une réserve intégrale de 3 087 hectares.

## Géographie

### Superficie
Le territoire du Parc national s’étend sur 218 000 hectares, ce qui correspond à la surface de l’aire d’adhésion et du cœur.
Le Cœur est composé à 95 % de forêts, en grande partie publiques (domaniales ou communales), dont la réserve intégrale de 3000 ha fait partie. La surface de l’aire optimale d’adhésion est quant à-elle de 241 089 hectares. L'eau est également très présente avec 694 kilomètres de cours d'eau, et de nombreuses sources et zones humides telles que des marais tufeux.

### Relief
Le Parc national de forêts se distingue de la plupart des parcs nationaux (hors Calanques) par le fait qu'il est situé en plaine : son altitude maximale n'excède pas 500 m. Le parc atteint 523 mètres au Haut de Baissey, qui est aussi le point culminant du plateau de Langres et de la Haute-Marne.

### Communes
À ce jour[Quand ?], les communes faisant partie intégrante du cœur du parc national de forêts sont : 

57 communes dans le département de Côte-d'Or :
- Aignay-le-Duc ;
- Aisey-sur-Seine ;
- Ampilly-le-Sec ;
- Beaulieu ;
- Beaunotte ;
- Belan-sur-Ource ;
- Beneuvre ;
- Bissey-la-Côte ;
- Boudreville ;
- Brémur-et-Vaurois ;
- Brion-sur-Ource ;
- Buncey ;
- Bure-les-Templiers ;
- Bussières ;
- Chambain ;
- Chamesson ;
- Châtillon-sur-Seine ;
- Chaugey ;
- La Chaume ;
- Chaumont-le-Bois ;
- Chemin-d'Aisey ;
- Courban ;
- Courlon ;
- Échalot ;
- Essarois ;
- Étalante ;
- Étrochey ;
- Faverolles-lès-Lucey ;
- Les Goulles ;
- Grancey-le-Château-Neuvelle ;
- Gurgy-la-Ville ;
- Leuglay ;
- Lignerolles ;
- Louesme ;
- Lucey ;
- Maisey-le-Duc ;
- Menesble ;
- Minot ;
- Moitron ;
- Montigny-sur-Aube ;
- Montmoyen ;
- Prusly-sur-Ource ;
- Recey-sur-Ource ;
- Rochefort-sur-Brévon ;
- Saint-Broing-les-Moines ;
- Sainte-Colombe-sur-Seine ;
- Saint-Germain-le-Rocheux ;
- Salives ;
- Semond ;
- Thoires ;
- Vanvey ;
- Veuxhaulles-sur-Aube ;
- Villotte-sur-Ource ;
- Vix ;
- Voulaines-les-Templiers ;

53 communes dans le département de la Haute-Marne :
- Aprey ;
- Arbot ;
- Arc-en-Barrois ;
- Aubepierre-sur-Aube ;
- Auberive ;
- Aujeurres ;
- Aulnoy-sur-Aube ;
- Baissey ;
- Blessonville ;
- Bricon ;
- Bugnières ;
- Chalancey ;
- Châteauvillain ;
- Colmier-le-Bas ;
- Colmier-le-Haut ;
- Coupray ;
- Courcelles-en-Montagne ;
- Cour-l'Évêque ;
- Dancevoir ;
- Faverolles ;
- Giey-sur-Aujon ;
- Latrecey-Ormoy-sur-Aube ;
- Leffonds ;
- Leuchey ;
- Marac ;
- Mardor ;
- Le Montsaugeonnais ;
- Mouilleron ;
- Noidant-le-Rocheux ;
- Orges ;
- Ormancey ;
- Perrogney-les-Fontaines ;
- Poinsenot ;
- Poinson-lès-Grancey ;
- Praslay ;
- Richebourg ;
- Rochetaillée ;
- Rolampont ;
- Rouelles ;
- Rouvres-sur-Aube ;
- Saint-Loup-sur-Aujon ;
- Ternat ;
- Vaillant (Haute-Marne) ;
- Le Val-d'Esnoms ;
- Vauxbons ;
- Vesvres-sous-Chalancey ;
- Villiers-sur-Suize ;
- Vals-des-Tilles ;
- Vitry-en-Montagne ;
- Vivey ;
- Voisines.

## Cadre réglementaire
Ce type de parc national est en France cadré par le Code de l'environnement et en particulier par ses articles L. 331-2, L. 331-6 et R. 331-5.
La charte du Parc national de forêts autorise la chasse sur tout son territoire, y compris la zone de 3 000 hectares en réserve intégrale, pour régulation. Différents types de chasse sont tolérés telles les battues et la chasse à courre.

### Circulation
L’accès et la circulation piétonne dans le cœur du Parc national restent libres. L’accès à certains secteurs ou pendant certaines périodes peut néanmoins être restreint, voire interdit, en fonction de la sensibilité de certains milieux naturels ou de la nécessaire préservation de la quiétude des lieux (secteurs de nidification de la cigogne noire par exemple). La circulation à vélo ou au moyen d’autres véhicules non-motorisés est autorisée.
Il est possible de circuler librement à l’aide d’un véhicule motorisé dans le Cœur du parc national, en utilisant les voies communales et départementales ouvertes à la circulation publique. En dehors de ces voies, la circulation motorisée dans le Cœur n’est pas autorisée, afin notamment de garantir la quiétude de ces espaces naturels. Les habitants, propriétaires et certains professionnels disposent cependant parfois de dérogations.

### Chiens et autres animaux domestiques
Les chiens sont admis dans le Cœur du Parc national. Leur divagation est interdite, pour la tranquillité de la faune sauvage et des troupeaux. En forêt ou à proximité de zone de pâture, leur tenue en laisse est toutefois recommandée.
Il est interdit de déranger la faune (notamment en période de reproduction ou de nidification). De même, il est recommandé ne pas déranger les troupeaux.

### Cueillette
La cueillette de végétaux, pour l’usage ou la consommation domestique, est toujours possible dans le Cœur du parc national, de même que le ramassage des mues de cervidés, mais est réglementée. Une liste de plantes interdites à la cueillette est annexée au livret 3 de la charte.
Les champignons peuvent être cueillis, dans la limite de cinq litres par jour et par personne, s’ils appartiennent aux espèces suivantes : morilles, girolles, cèpes, trompettes de la mort, pieds-de-moutons, Tricholome de la Saint-Georges, Tricholome pied bleu, lactaires délicieux et sanguins, Polyopores comestibles.
Dans les enceintes closes du cœur de parc national, la cueillette n’est pas encadrée (la réglementation nationale relative aux espèces protégées reste néanmoins en vigueur).

### Camping et feu de forêt
Le camping (sous tente ou dans un véhicule) n’est pas permis dans le cœur du parc national, à l’exception des propriétés encloses ou privées. Le bivouac est autorisé à proximité des voies et sentiers, s’il recourt à une tente de faibles dimensions et se limite à des horaires de campement proches du coucher et du lever du soleil (1 heure avant/après).
Il est interdit de faire du feu dans le cœur du parc national, en dehors des équipements aménagés à cet effet et des habitations. L’usage de réchauds portatifs autonomes est toléré, dans le cas du bivouac par exemple, dans le respect d’autres législations existantes (arrêtés préfectoraux).

### Autres réglementations
Il est interdit de provoquer des dérangements sonores ou lumineux (à la tombée de la nuit), de porter atteinte au caractère des lieux en faisant des inscriptions de toutes sortes sur des éléments naturels (arbres, rochers, etc.) ou des bâtiments, ou encore d’abandonner ses déchets, ordures ou autres matériaux en dehors des points collectes prévus à cet effet.

## Patrimoine

### Patrimoine naturel (faune et flore)
Le parc national est couvert à 85 % par les forêts, mais on y trouve également de nombreux milieux naturels, comme des marais tufeux, des pelouses calcaires et des prairies, qui abritent une large diversités d’espèces végétales rares parmi lesquelles figure le Sabot de Vénus, la Nivéole de printemps ou encore le Lis martagon. La grande diversité écologique, favorisée par la gestion sylvicole, permet la présence de plusieurs essences d’arbres comme les chênes, les érables, les tilleuls, les aulnes, les frênes, les trembles, les alisiers, les bouleaux…
En termes de faune, les forêts du Parc national de forêts se distinguent par un grand nombre d’ongulés (cerf, sanglier, chevreuil), fruit d’une très ancienne gestion forestière liée à la chasse. Mais le parc national abrite également des espèces rares comme le chat forestier, le Damier du Frêne (célèbre papillon en voie de disparition) ou encore la Cigogne noire, emblème du Parc national de forêts, avec 20 % de la population française de ces oiseaux sur son territoire.

Mais la richesse faunistique du Parc national de forêts réside également dans sa grande variété d’invertébrés. Les insectes qui se nourrissent du bois y sont particulièrement abondants.

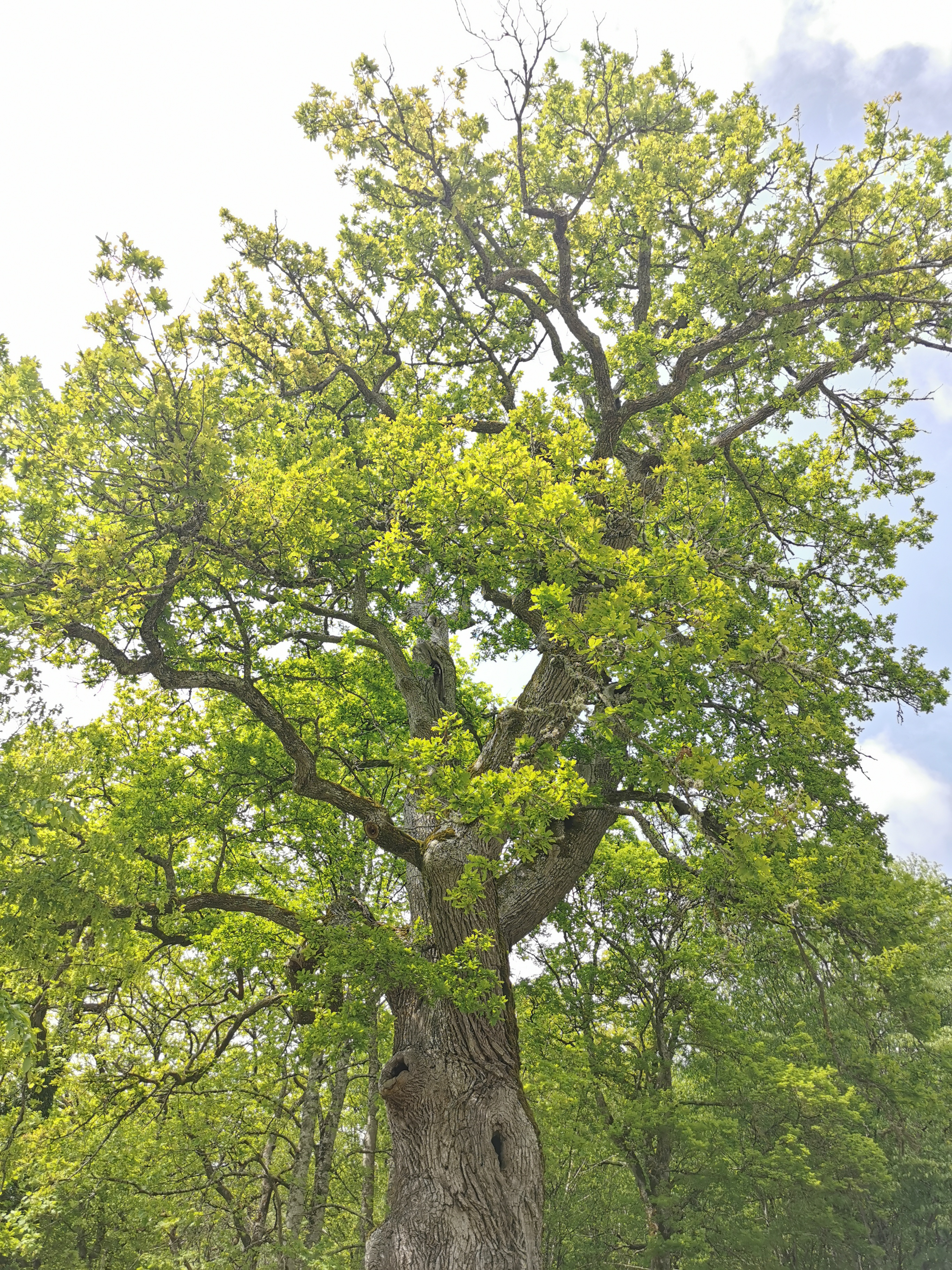
Gros Chêne - Parc national de forêts
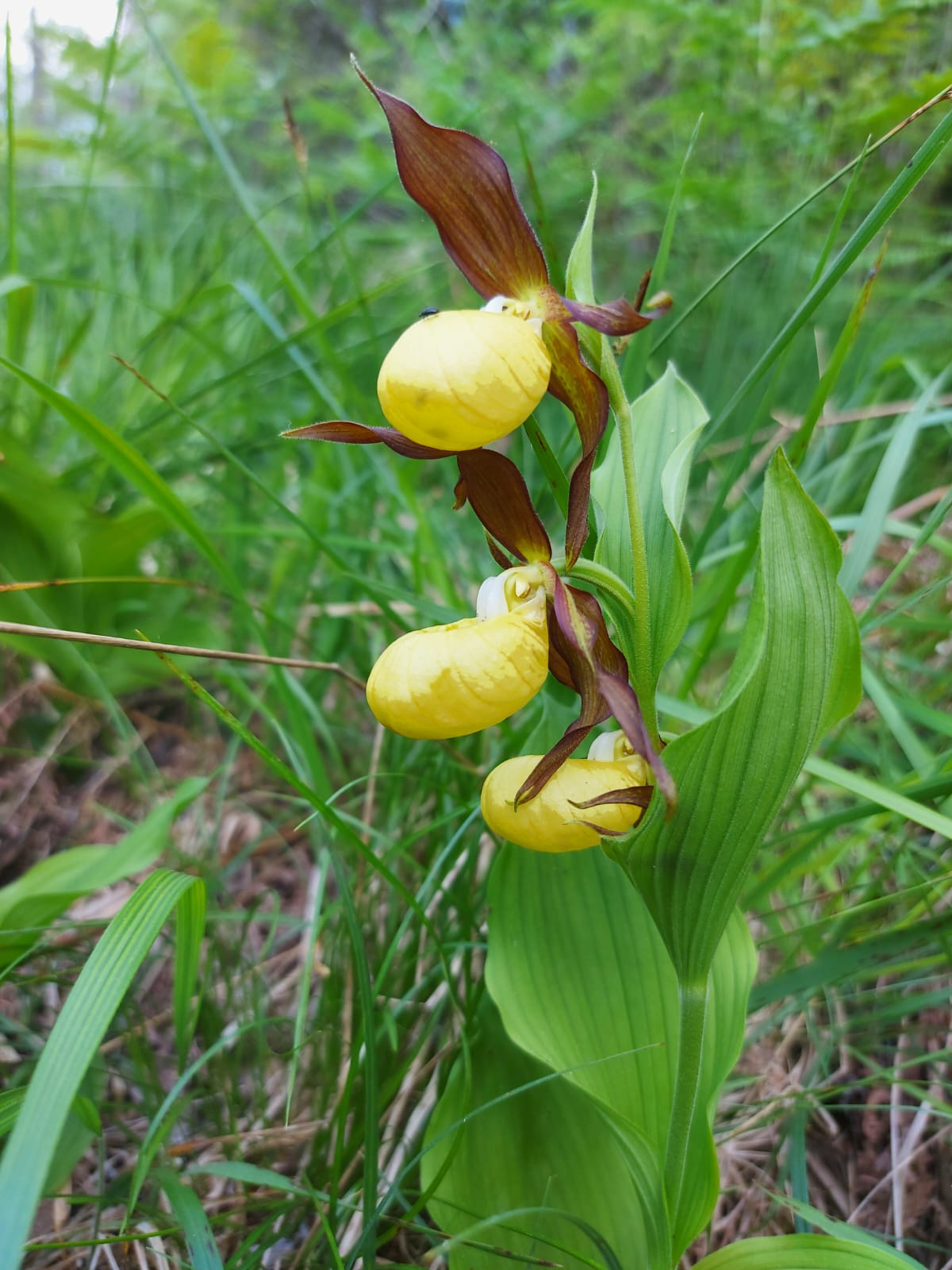
Sabot de Vénus - Parc national de forêts

### Patrimoine culturel (archéologique et artistique)
Le Parc national de forêts possède une immense richesse patrimoniale architecturale, avec des abbayes et des forges portant une forte empreinte de l’Ordre du Temple, des villages médiévaux (Châteauvillain, ayant le statut de Petite Cité de caractère), des bâtiments en lave calcaire…

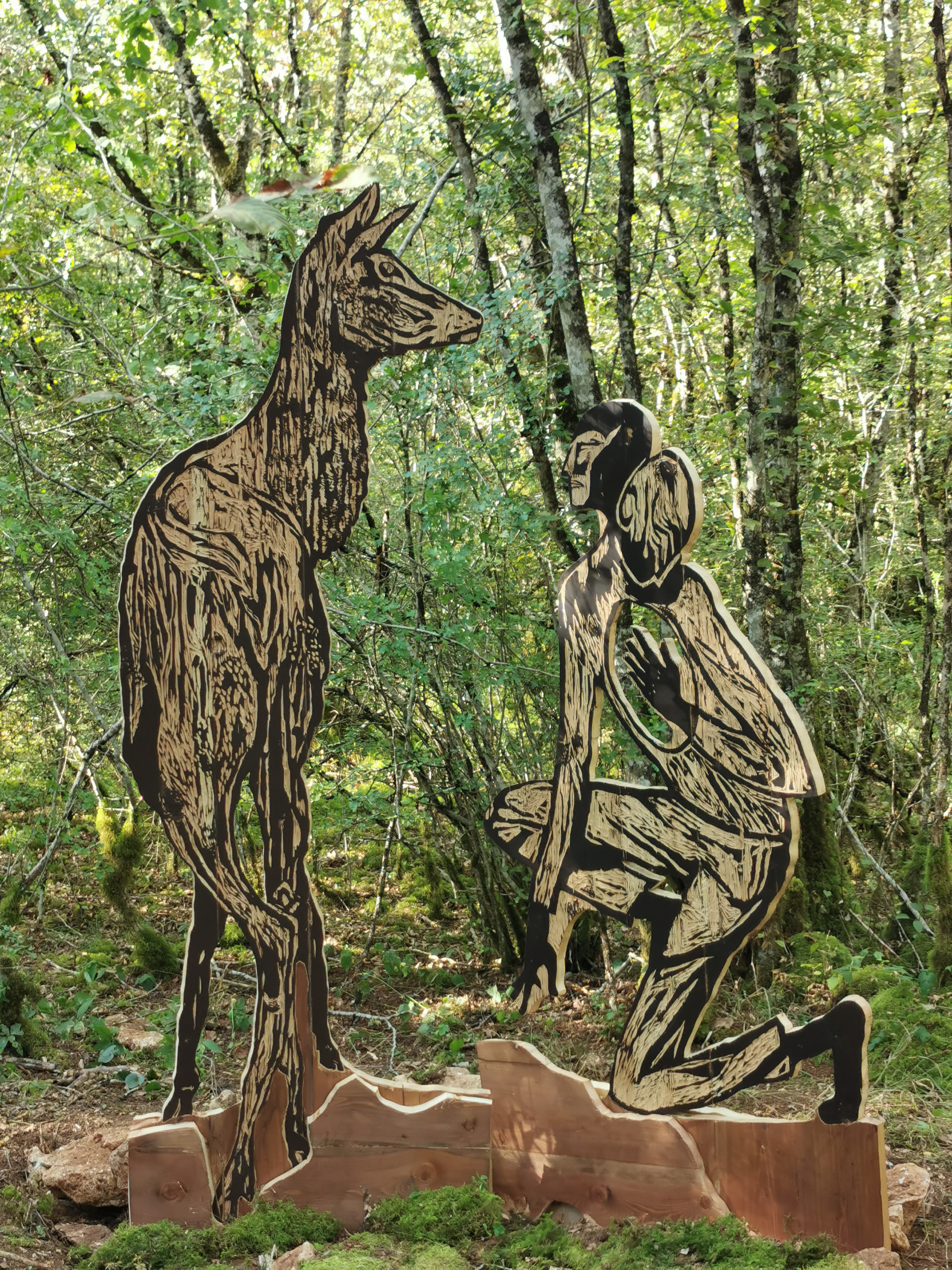
Œuvre issue du circuit de La Belle Balade : "Qui-vive" - Pauline de Chalendar

Le patrimoine industriel a également été fortement marqué par plusieurs activités artisanales telles que la métallurgie et les activités en lien avec la forêt (production de charbon, bûcheronnage, ébénisterie et charpente, fabrication de tonneaux, sabots…). L’un des grands projets du Parc national de forêts est de réaliser des actions de restauration et de valorisation afin de protéger cet héritage culturel.
Le Parc national de forêt est aussi le site d’importants vestiges archéologiques, avec notamment le Cratère de Vix, plus communément appelé Vase de Vix, plus grand vase grec retrouvé jusqu’à ce jour[Quand ?] (1,64 m de haut et 208,6 kg).
Mais le Parc national de forêts tend également à valoriser ce patrimoine en proposant des activités ludiques, culturelles et artistiques au grand public. Parmi les projets qui ont vu le jour, on peut par exemple citer La Belle Balade, parcours d’art à ciel ouvert dans la forêt domaniale d’Arc-Châteauvillain, en partenariat avec le camp d’entraînement artistique SIMONE à Châteauvillain ou encore la présence sur le territoire de l’association Art in Nature.

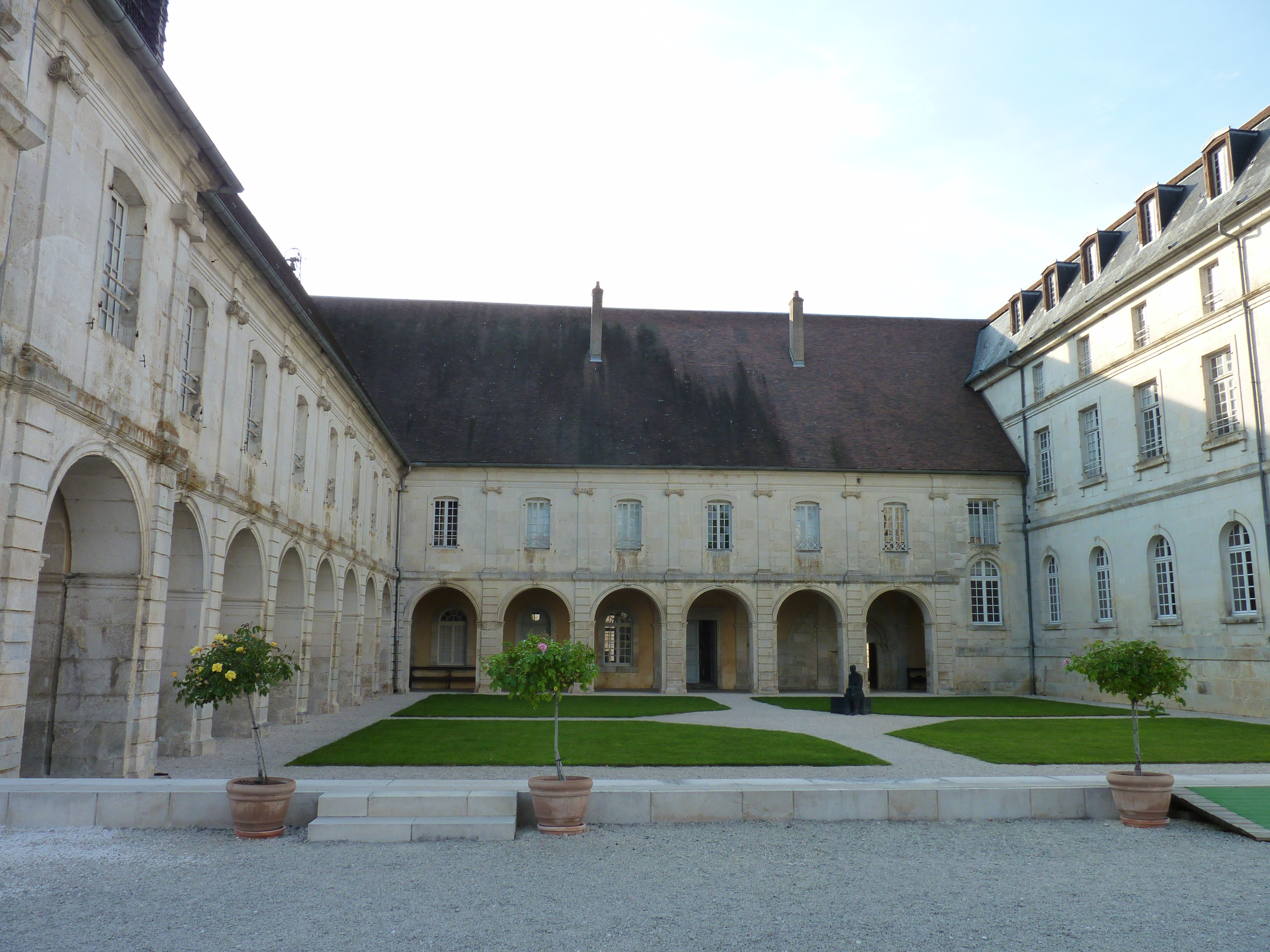
Abbaye d'Auberive
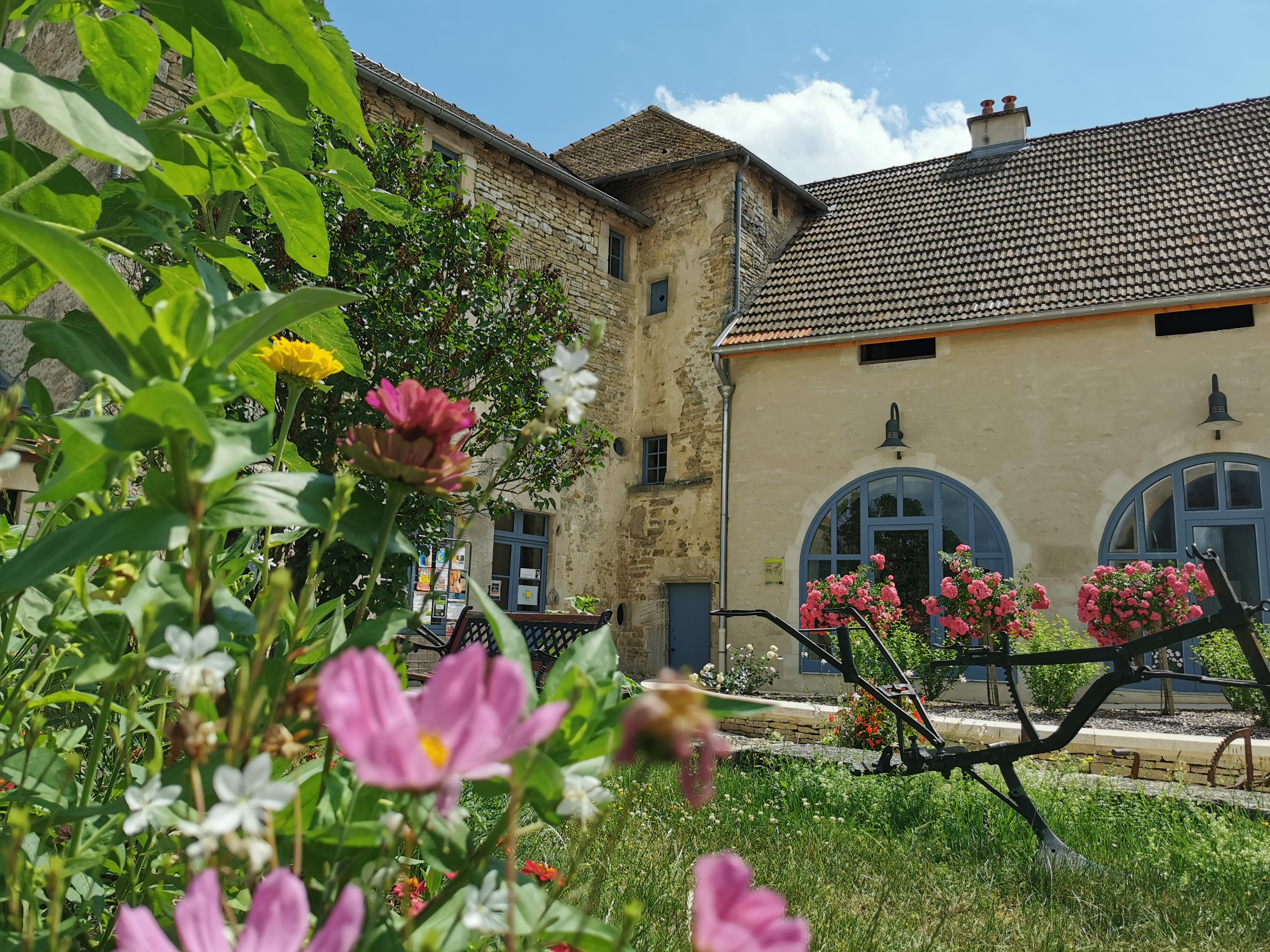
Châteauvillain, Petite cité de caractère

## Gestion et administration
Le Parc national de forêts est un service public qui dépend du ministère de la Transition écologique et de la Cohésion des territoires. La gouvernance de l’établissement public comporte une forte dimension locale.

### Le Conseil d'administration
Composé de 54 membres représentants à la fois L’État et le territoire, le Conseil d’administration constitue l’instance décisionnaire qui oriente la politique de l’établissement, vote le budget et les principales décisions de l’établissement public.

### Le Conseil scientifique (CS)
Le Conseil scientifique du Parc national est une instance consultative composés de 29 experts nationaux pluridisciplinaires. Il assiste le conseil d’administration ainsi que le directeur dans l’exercice de leurs attributions.

### Le Conseil économique, social et culturel (CESC)
Composé de 51 membres, le CESC est une instance consultative qui apporte un éclairage pour la mise en œuvre de la charte du Parc national. Il contribue aux politiques partenariales, aux sujets socio-économiques et culturels.

### La Conférence des maires
La Conférence des Maires est une instance originale voulue par la charte du Parc national de forêts. Elle est composée des Maires des 127 communes de l'aire optimale d'adhésion, ou de leurs représentants. Elle se réunit au moins une fois par an à l’initiative du Président du Conseil d’administration de l’établissement public. Par un format participatif, elle vise à renforcer l’implication des communes dans le Parc national en les informant de la mise en œuvre de la charte. Les Présidents des communautés de communes, des Conseils départementaux et des Conseils régionaux sont également invités à cette conférence des Maires.
Le Parc national de forêts est le seul parc national français à disposer d’une telle instance.
La recherche de cohérence territoriale à l’échelle du Parc national de forêts entre les deux départements est apparue comme une priorité dans la phase de préfiguration. Cette recherche permanente de l’équilibre entre les deux régions et les deux départements constitue aujourd’hui un défi pour le Parc national de forêts.

## Charte
L’un des objectifs de la Charte du Parc national de forêts est la mise en place d’une trame de naturalité forestière. Il s’agit sur le territoire forestier du Parc national de multiplier les îlots de boisements permettant un vieillissement plus important des bois, la libre évolution forestière et le maintien d’arbres portant des micro-habitats. Cet objectif doit permettre de renforcer la résilience des forêts face aux pressions du changement climatique. En parallèle de la libre-évolution expérimentée au sein de la réserve intégrale, le Parc national de forêt se veut être un territoire d’expérimentation pour le développement de méthodes de gestion alternative à la sylviculture en futaie régulière.
Comme le précise la charte, l'éducation à l'environnement et au développement durable (EEDD) est une mission fondamentale des parcs nationaux. La charte prévoit qu’à son échéance, un projet éducatif global soit mis en place pour renforcer le réseau local des acteurs. Il s’appuie sur l’expérience des parcs nationaux et les réseaux régionaux d’éducation à l’environnement. La charte prévoit que l’établissement public du Parc national contractualise avec ces acteurs pour décliner sa politique pédagogique. Ce projet a pris la forme d’une stratégie de l’éducation à l’environnement et au développement durable (EEDD) adoptée par le conseil d’administration en juin 2023.
La charte confie au Parc national de forêts une mission de mise en tourisme du territoire. Cette mise en tourisme passe par l’équipement du territoire (sentiers, structures d’accueil), par l’animation (organisation de visites guidées, conférences, etc.), par la communication et la promotion du territoire et par l’animation d’un réseau de professionnels du tourisme bénéficiaires de la marque « Esprit-Parc national-forêts ».
L’action du Parc national de forêts intègre les pratiques agricoles, inscrites d’ailleurs au Caractère du Parc national. Les principaux enjeux consistent au maintien du revenu agricole tout en développant des pratiques vertueuses sur le plan environnemental. Le développement de l’agriculture bio est un des objectifs affichés de la charte. Le maintien des prairies et de l’arbre en milieu agricole est au cœur des dispositifs d’agroécologie déployés par le Parc national de forêts.

## Missions

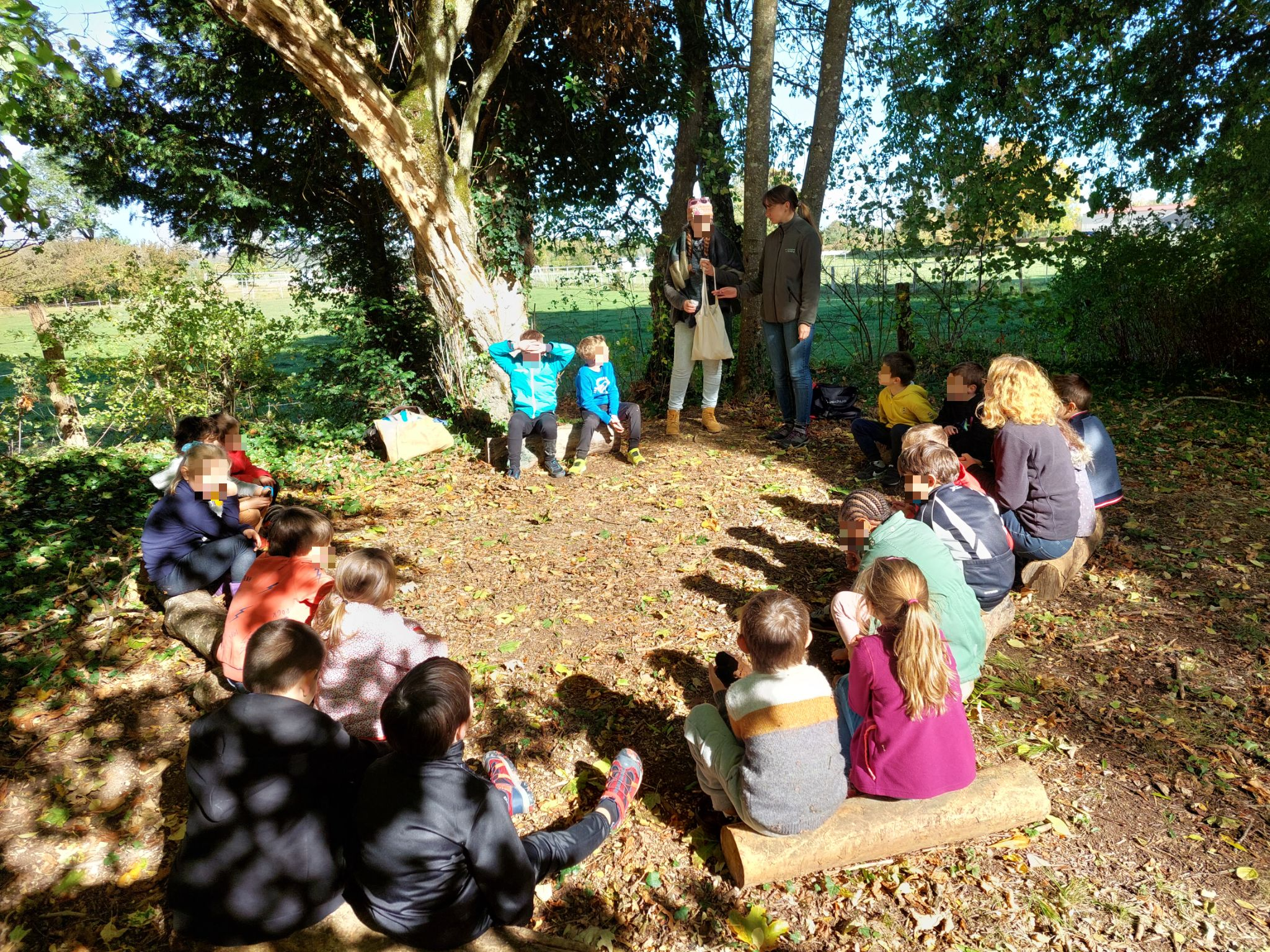
Atelier scolaire Aire Terrestres Educatives (ATE) à Leffonds.

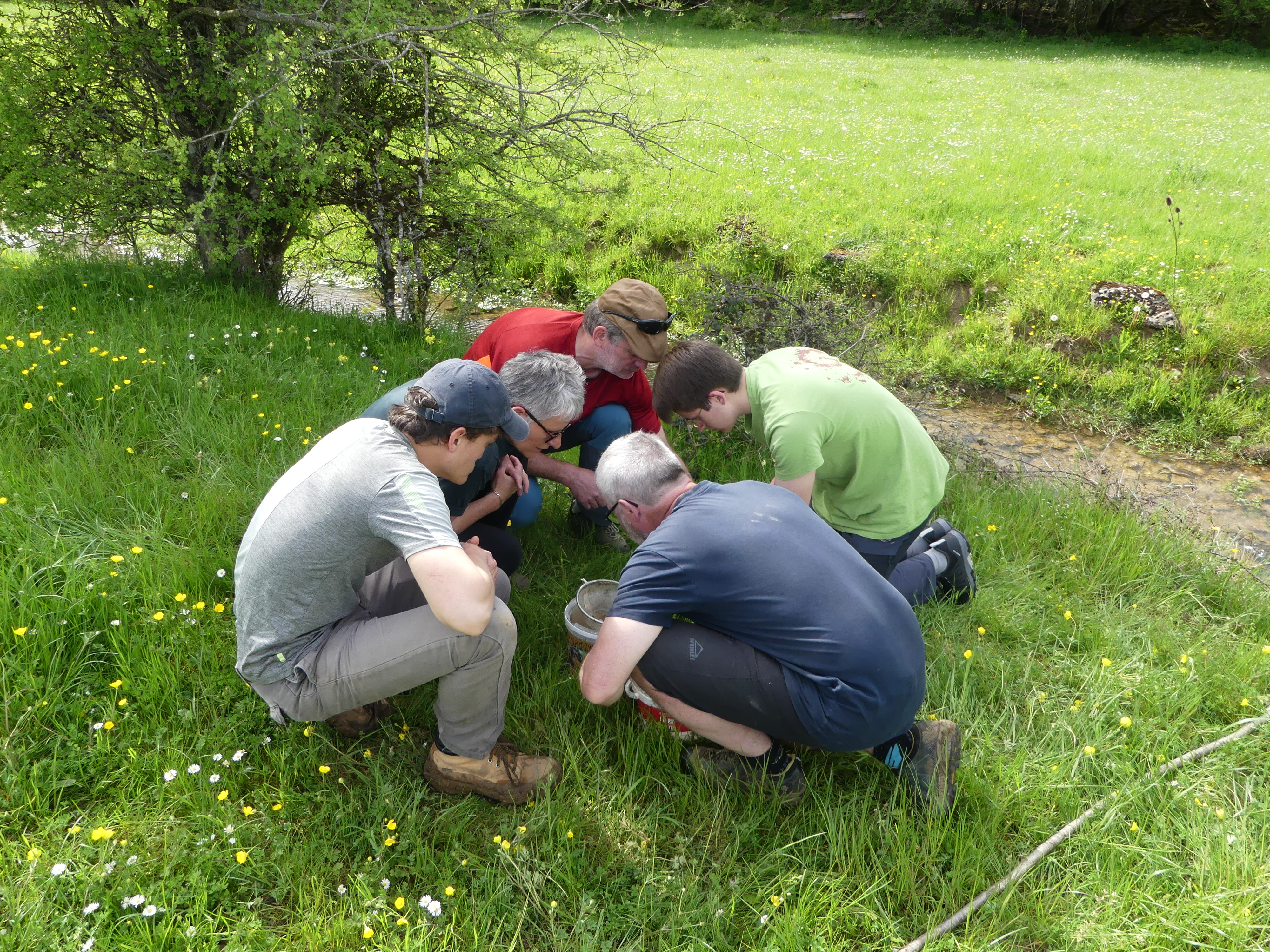
Une sortie pour les Atlas de la biodiversité communale à Colmier-le-Haut.

Parmi les différentes missions allouées au Parc national de forêts, on retrouve dans un premier temps, la préservation et la protection de la faune, de la flore et du patrimoine. Mais cette protection doit également être alliée à un développement économique et touristique du territoire, enjeu complexe et fondamental de la Charte, impliquant de nombreux acteurs locaux et une participation accrue des citoyens. La sensibilisation du public et l’Éducation à l'environnement et au développement durable sont donc des aspects importants à prendre en compte, notamment grâce à la mise en place d’actions comme les Atlas de la biodiversité dans les communes (ABC) ou les Aires terrestres éducatives (ATE) par exemple, qui permettent aux citoyens et aux écoliers de s’impliquer dans les démarches scientifiques en allant directement sur le terrain et en partageant leurs découvertes de manière ludique.

## Tourisme

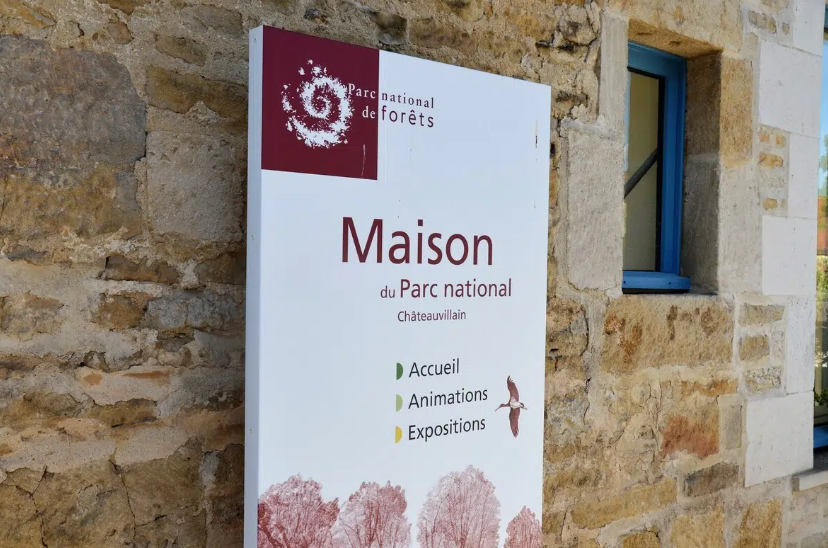
Maison du Parc national de forêts à Châteauvillain (Haute-Marne)

Afin de guider le public et de répondre à leurs questions sur le Parc national de forêts, plusieurs maisons de Parc national et des points d’accueil ont été déployés sur le territoire : une Maison du Parc national à Châteauvillain, une Maison du Parc national de forêts - Maison de la Forêt à Leuglay, un espace d’accueil à la mairie d’Auberive et un point d’accueil au siège du Parc national, à Arc-en-Barrois.

Le Parc national offre de nombreuses activités pour un séjour court ou long : randonnées pédestres ou à vélo, sorties pour écouter le brame du cerf en septembre, expositions, animations autour d’un thème (les champignons, les arbres, les animaux nocturnes…), ou encore le festival Nuits des forêts organisé tous les ans en juin… Le tout pour le développement d’un tourisme durable, dans le respect de la vie sauvage environnante.
Maison du Parc national de forêts - Maison de la Forêt à Leuglay

## Développement économique

### La marque Esprit parc national
La marque Esprit parc national, présente sur l’ensemble des 11 parcs nationaux français, a été créée pour soutenir et valoriser le travail des entreprises locales sur les territoires des parcs nationaux. Sur le Parc national de forêts, elle est attribuée aux producteurs dont l’activité se situe sur le territoire et respecte un certain nombre de normes environnementales en accord avec la charte et les valeurs du parc national. Près d’une trentaine de bénéficiaires se sont vu attribuer la marque, pour une centaine de produits labellisés (hébergements, activités de pleine nature, artisanat, alimentation.).

### Les Journées Inspiration forêt
Les "Journées Inspiration forêt" sont un séminaire qui a lieu sur le territoire du Parc national de forêt, dont le but est d’inciter des entreprises à investir économiquement sur le territoire. Ainsi, ces entreprises sont mises en contact avec des startups locales, des investisseurs, des collectivités et acteurs économiques du parc.